# 마고메드살람 마고메도프
마고메드살람 마고메달리예비치 마고메도프(Magomedsalam Magomedaliyevich Magomedov, 러시아어: Магомедсалам Магомедалиевич Магомедов, 1964년 6월 1일 ~)는 다게스탄 공화국(러시아 연방의 북캅카스 지역에 있는 자치 공화국)의 대통령이다. 2010년부터 2013년까지 대통령으로 재직했으며, 그의 아버지 마고메달리 마고메도프 (Magomedali Magomedov)는 1991년부터 2006년까지 다게스탄 공화국 대통령을 지낸 인물이다.